# Alfredo Scipioni
Alfredo Scipioni (Ancona, 22 settembre 1911 – 18 settembre 1973) è stato un politico italiano.

## Biografia
Eletto nelle file della Democrazia Cristiana per due legislature, muore in carica nella VI, venendo sostituito da Alessandro Niccoli.